# Xeyrius Williams
Xeyrius Clifton Williams (Huber Heights, Ohio, 26 de mayo de 1997) es un baloncestista estadounidense que pertenece a la plantilla del FC Porto de la Liga Portuguesa de Basquetebol. Con 2,06 metros de estatura, juega en la posición de ala-pívot.

## Trayectoria deportiva

### Universidad
Jugó tres temporadas con los Flyers de la Universidad de Dayton, en las que promedió 5,3 puntos y 3,3 rebotes por partido.
El 24 de abril de 2018 anunció que sería transferido a los Zips de la Universidad de Akron, donde, tras cumplir el año en blanco que impone la NCAA en las transferencias de jugadores, jugó una temporada más, promediando 13,9 puntos y 9,3 rebotes por encuentro. Fue incluido en el tercer mejor quinteto de la Mid-American Conference.

### Profesional
El 25 de julio de 2020, firmó su primer contrato profesional con el BC Körmend de la NB I/A, el primer nivel del baloncesto húngaro.
Meses más, tarde rescindió su contrato y firmó por el Jászberényi KSE de la misma liga, en el que acabó la temporada 2020-21.
El 24 de julio de 2021, firma por el Aris BC de la A1 Ethniki. En 24 partidos, promedió 10,1 puntos, 4,8 rebotes, 0,8 asistencias, 0,6 tapones y 0,8 robos, jugando alrededor de 30 minutos por encuentro.
En la temporada 2022-23, firma por el s.Oliver Würzburg de la Basketball Bundesliga. Tras despedirse del equipo alemán, en enero de 2023 fichó por el Hapoel Haifa B.C. de la Ligat ha'Al israelí.
Para la temporada 2023–24 fixchño por el SC Rasta Vechta alemán.
El 9 de enero de 2024 firmó con el MKS Dąbrowa Górnicza de la PLK polaca.